# Karl Kranzberg
Karl von Kranzberg, niem. Carl Freiherr von Kranzberg – c. k. urzędnik.
Legitymował się tytułem barona (niem. Freiherr). Był urzędnikiem cyrkułu sanockiego: na przełomie lat 40. i 50. XIX wieku był komisarzem (trzeciej klasy, drugiej klasy. Od około 1855 do około 1865 sprawował urząd zwierzchnika okręgowego (wzgl. naczelnika powiatowego; niem. Bezirkvorsteher) w Sanoku w ramach cyrkułu (obwodu) sanockiego. Wsparł ideę wybudowania szpitala w Sanoku. W 1865 otrzymał tytuł honorowego obywatela Sanoka.
Był żonaty z Marią. Miał z nią córkę Olimpię (ur. ok. 1836 na Morawach, która mając 16 lat w 1852 w Sanoku wyszła za mąż za doktora praw i urzędnika cyrkułu sanockiego Karla Seeliga).